# Cagiva C592
La Cagiva C592 è una moto da competizione della casa italiana Cagiva, che corse nel motomondiale 1992 con alla guida Eddie Lawson, con il numero 7, e Alex Barros, con il numero 12.
Il nome è formato dall'unione di più lettere e numeri, "C", "5" e "92", dove "C" sta per "Cagiva", "5" sta per "500", come la classe del mondiale e la cilindrata, e "92" sta per 1992, anno in cui è stato portato in gara il modello.

## Descrizione
Questa moto aveva delle caratteristiche di tutto rispetto, come le varie espansioni in titanio, di spessore ridotto, e i silenziatori in carbonio, che permisero una riduzione del peso; inoltre adottava una distribuzione degli scoppi, denominata Big Bang, utilizzata per la prima volta.
La C592 aveva due forcelloni diversi a disposizione: in alluminio, con capriata di rinforzo alleggerita rispetto al modello della precedente C591, o in fibra di carbonio. La soluzione delle prese d'aria ai lati della moto, invece, rimane analoga alla C591; difatti esteticamente non risulta molto differente dal modello precedente, dal quale si differenzia maggiormente per via del codino leggermente più rotondeggiante nella parte inferiore.

## Carriera agonistica
Alla fine del campionato 1992 i due piloti Cagiva non ottennero posizioni di rilievo nella graduatoria generale, classificandosi rispettivamente 9º con Lawson e 13º con Barros.
Ciò nonostante arrivò la prima vittoria nel motomondiale per la casa varesina, ottenuta da Lawson nel Gran Premio d'Ungheria: un successo passato agli annali anche perché, nell'occasione, una moto europea tornò a vincere una gara della classe regina dopo dieci anni. Un altro podio era già stato conquistato da Barros, con il terzo posto nel precedente Gran Premio d'Olanda.